# Райлі Шиген
Райлі Шиген (англ. Riley Sheahan, нар. 7 грудня 1991, Сент-Кетерінс) — канадський хокеїст, центральний нападник клубу НЛА «Біль».

## Ігрова кар'єра
Хокейну кар'єру розпочав 2007 року виступами за клуб «Сент-Кетерінс Фалконс» (ГЮХЛ). За два сезони в складі «Фалконс» закинув 49 шайб та зробив 85 результативних передач.
Відмовившись від пропозиції «Ері Оттерс» (ОХЛ) Райлі уклав контракт з хокейної командою Університету Нотр-Дам.
2010 року був обраний на драфті НХЛ під 21-м загальним номером командою «Детройт Ред-Вінгс». 
5 квітня 2012, «Детройт Ред-Вінгс» підписав трирічний контракт з Райлі. 7 квітня 2012, Шиген дебютував у складі «червоних крил» у матчі проти «Чикаго Блекгокс». 11 січня 2014, Шиген закинув першу шайбу у воротах Джонатана Квіка («Лос-Анджелес Кінгс»). 1 липня 2014, «червоні крила» продовжили строк дії контракту на два роки та на суму $ 1,9 мільйонів доларів. 16 червня 2016, контракт продовжено ще на два роки. 9 квітня 2017, Райлі закинув дві шайби, які стали єдиним здобутком нападника в сезоні 2016-17 років, сталось це під час фінальної гри на Джо Луї Арені. Шиген встановив антирекорд команди зі ста кидків по воротах суперника жодного результативного.

## Нагороди та досягнення
- Володар Кубка Колдера в складі «Гранд Репідс Гріффінс» — 2013.

## Статистика
| Сезон        | Клуб                    | Ліга         | Регулярний сезон | Регулярний сезон | Регулярний сезон | Регулярний сезон | Регулярний сезон | Плей-оф | Плей-оф | Плей-оф | Плей-оф | Плей-оф |
| Сезон        | Клуб                    | Ліга         | І                | Г                | П                | О                | ШХ               | І       | Г       | П       | О       | ШХ      |
| ------------ | ----------------------- | ------------ | ---------------- | ---------------- | ---------------- | ---------------- | ---------------- | ------- | ------- | ------- | ------- | ------- |
| 2007–08      | «Сент-Кетерінс Фалконс» | ГЮХЛ         | 45               | 22               | 39               | 61               | —                | 7       | 5       | 10      | 15      | —       |
| 2008–09      | «Сент-Кетерінс Фалконс» | ГЮХЛ         | 40               | 27               | 46               | 73               | —                | 11      | 8       | 5       | 13      | —       |
| 2009–10      | Університет Нотр-Дам    | НКАА         | 37               | 6                | 11               | 17               | 22               | —       | —       | —       | —       | —       |
| 2010–11      | Університет Нотр-Дам    | НКАА         | 40               | 5                | 17               | 22               | 28               | —       | —       | —       | —       | —       |
| 2011–12      | Університет Нотр-Дам    | НКАА         | 37               | 9                | 16               | 25               | 24               | —       | —       | —       | —       | —       |
| 2011–12      | «Детройт Ред-Вінгс»     | НХЛ          | 1                | 0                | 0                | 0                | 4                | —       | —       | —       | —       | —       |
| 2011–12      | «Гранд Репідс Гріффінс» | АХЛ          | 7                | 1                | 1                | 2                | 0                | —       | —       | —       | —       | —       |
| 2012–13      | «Гранд Репідс Гріффінс» | АХЛ          | 72               | 16               | 20               | 36               | 33               | 24      | 3       | 13      | 16      | 10      |
| 2012–13      | «Детройт Ред-Вінгс»     | НХЛ          | 1                | 0                | 0                | 0                | 0                | —       | —       | —       | —       | —       |
| 2013–14      | «Гранд Репідс Гріффінс» | АХЛ          | 31               | 8                | 10               | 18               | 12               | 8       | 1       | 4       | 5       | 0       |
| 2013–14      | «Детройт Ред-Вінгс»     | НХЛ          | 42               | 9                | 15               | 24               | 6                | 5       | 0       | 0       | 0       | 0       |
| 2014–15      | «Детройт Ред-Вінгс»     | НХЛ          | 79               | 13               | 23               | 36               | 16               | 7       | 2       | 1       | 3       | 2       |
| 2015–16      | «Детройт Ред-Вінгс»     | НХЛ          | 81               | 14               | 11               | 25               | 12               | 5       | 0       | 1       | 1       | 4       |
| 2016–17      | «Детройт Ред-Вінгс»     | НХЛ          | 80               | 2                | 11               | 13               | 14               | —       | —       | —       | —       | —       |
| 2017–18      | «Детройт Ред-Вінгс»     | НХЛ          | 8                | 0                | 0                | 0                | 4                | —       | —       | —       | —       | —       |
| 2017–18      | Піттсбург Пінгвінс      | НХЛ          | 73               | 11               | 21               | 32               | 4                | 12      | 1       | 2       | 3       | 2       |
| 2018–19      | Піттсбург Пінгвінс      | НХЛ          | 49               | 7                | 2                | 9                | 13               | —       | —       | —       | —       | —       |
| 2018–19      | Флорида Пантерс         | НХЛ          | 33               | 2                | 8                | 10               | 4                | —       | —       | —       | —       | —       |
| 2019–20      | Едмонтон Ойлерз         | НХЛ          | 66               | 8                | 7                | 15               | 6                | 4       | 0       | 0       | 0       | 2       |
| 2020–21      | Баффало Сейбрс          | НХЛ          | 53               | 4                | 9                | 13               | 8                | —       | —       | —       | —       | —       |
| 2021–22      | Сіетл Кракен            | НХЛ          | 69               | 4                | 13               | 17               | 2                | —       | —       | —       | —       | —       |
| 2021–22      | Шарлотт Чекерс          | АХЛ          | 4                | 1                | 1                | 2                | 0                | —       | —       | —       | —       | —       |
| 2022–23      | Рочестер Американс      | АХЛ          | 6                | 0                | 3                | 3                | 2                | —       | —       | —       | —       | —       |
| 2022–23      | Баффало Сейбрс          | НХЛ          | 2                | 0                | 0                | 0                | 4                | —       | —       | —       | —       | —       |
| 2022–23      | Біль                    | НЛА          | 12               | 3                | 4                | 7                | 2                | 4       | 0       | 1       | 1       | 4       |
| Усього в НХЛ | Усього в НХЛ            | Усього в НХЛ | 637              | 74               | 120              | 194              | 97               | 33      | 3       | 4       | 7       | 10      |